# Frédéric Rusanganwa
Frédéric Rusanganwa (4 aprile 1980) è un ex calciatore ruandese, di ruolo centrocampista.

## Carriera

### Club
Ha sempre giocato nel campionato ruandese.

### Nazionale
Con la nazionale del suo Paese ha preso parte alla Coppa d'Africa 2004.

## Palmarès

### Club

#### Competizioni nazionali
- Primus National Football League: 2

APR: 2003, 2005

#### Competizioni internazionali
- Coppa Kagame Inter-Club: 1

APR: 2004